# Liburnia suezensis
Liburnia suezensis är en insektsart som först beskrevs av Matsumura 1910.  Liburnia suezensis ingår i släktet Liburnia och familjen sporrstritar. Inga underarter finns listade i Catalogue of Life.